# Daniel Ona Ondo
Pour les articles homonymes, voir Ona et Ondo (homonymie).
Daniel Ona Ondo, né le 10 juillet 1945 à Oyem au nord du Gabon, est un homme politique gabonais. Il est plusieurs fois ministre dans le gouvernement gabonais à partir de 1997, puis vice-président de l'Assemblée nationale. Du 24 janvier 2014 au 29 septembre 2016, il est Premier ministre pendant le premier mandat du président Ali Bongo. Il est à la présidence de la Communauté économique et monétaire de l'Afrique centrale depuis le 17 février 2017.

## Biographie
Après ses études primaires et secondaires, il entre à l’université de Picardie en France après obtention de son baccalauréat au lycée Léon Mba de Libreville (série D).
Il obtient son doctorat d'État en sciences économiques en 1980 à l'université Paris 1 Panthéon-Sorbonne.
Professeur agrégé des facultés de droit et de sciences économiques et enseignant à la faculté de droit et sciences économiques de l'université Omar Bongo de Libreville.
En décembre 2024, la Cour de Justice Communautaire de la CEMAC statue en faveur de Daniel Ona Ondo, en reconnaissant la légalité des primes exceptionnelles de fin de mandat attribuées sous son administration de la présidence de la CEMAC.

## Carrières
- Doyen de l'université Omar-Bongo
- Conseiller technique du ministre de la Planification et du Développement de l'économie
- Conseiller du président de la République chargé des relations commerciales, industrielles et des participations
- Recteur de l'université Omar Bongo
- Membre du Gouvernement depuis 1997 en tant que ministre délégué auprès du ministre de la Santé publique et de la Population
- 1998 : Ministre de la Culture, des Arts et de l'Éducation Populaire
- 1999 : Ministre de la Culture, des Arts, de l'Éducation populaire, de la Jeunesse et des Sports, chargé des Loisirs
- 2002 : Ministre de l'Éducation nationale
- 2005 : Ministre des Postes et Télécommunications
- 2007-2014 : Premier vice-président de l'Assemblée nationale
- 2014-2016 : Premier ministre
- 2017-2023 : Président de la Communauté économique et monétaire de l'Afrique centrale